# Ugo al II-lea de Saint-Pol
Ugo al II-lea (Hugues) (d. 1130) a fost conte de Saint Pol, în regiunea Artois.
Ugo a participat la Prima cruciadă împreună cu fiul său, Enguerrand, ambii cîștigând faimă din postura de comandanți militari. Ca vasali față de contele Eustațiu al III-lea de Boulogne, cei doi au călătorit în Orient probabil în compania acestuia și în cadrul suitei lui Godefroy de Bouillon.
Ugo și Enguerrand au participat la asediul Antiohiei din 1097, unde au fost figuri centrale în cadrul raidurilor împotriva turcilor selgiucizi. Ugo este pentru ultima dată menționat în Țara Sfântă cu ocazia asediului Ierusalimului din 1099. În cronicile cruciadelor, el este descris ca un om înaintat în vârstă.
Fiul său, Enguerrand a murit de epidemie după capturarea de către cruciați a orașului Maarat în jurul Crăciunului anului 1098. În aceste condiții, Ugo a fost succedat la conducerea comitatului său de către un alt fiu, Ugo al III-lea.